# Aeroportul Kishangarh
Aeroportul Kishangarh (IATA: KQH, ICAO: VIKG) este un aeroport din Kishangarh⁠(d), Ajmer district⁠(d), Ajmer division⁠(d), Rajasthan, India ce deservește zona Ajmer⁠(d). Aeroportul a fost tranzitat în decembrie 2022 de 1.616 pasageri.
aeroportul dispune de o singură pistă.